# Rautajoki (vattendrag i Finland)
Rautajoki är ett vattendrag i Finland.   Det ligger i landskapet Norra Savolax, i den centrala delen av landet, 400 km norr om huvudstaden Helsingfors.